# Sobralia macdougallii
Sobralia macdougallii är en orkidéart som beskrevs av Soto Arenas, Pérez-garcía och Gerardo A. Salazar. Sobralia macdougallii ingår i släktet Sobralia och familjen orkidéer. Inga underarter finns listade i Catalogue of Life.